# 911 TCN
911 TCN là một năm trong lịch La Mã.